# حلوان للمسبوكات
شركة حلوان للمسبوكات أو مصنع 9 الحربي هي شركة مساهمة حكومية مصرية، إحدى شركات الهيئة القومية للإنتاج الحربي التابعة لوزارة الدولة للإنتاج الحربي، أنشأت سنة 1956 في منطقة حلوان بمدينة القاهرة على مساحة 72 فدان، تعمل في مجال إنتاج المسبوكات المعدنية الهندسية بمختلف أحجامها لصالح القوات المسلحة المصرية والقطاع المدني. وبطاقة إنتاجية تبلغ حوالي 30 ألف طن سنويًا.

## منتجات الشركة
- الزهر الرمادى، المرن والسبائكي.
- الصلب الكربوني والسبائكي.
- الصناعات المغذية للسيارات.[5]
- أنواع مختلفة من المسبوكات.[6]

## وصلات خارجية
- الموقع الرسمي للشركة.